# Notenkopkeramiek
De notenkopkeramiek (Duits: Notenkopfkeramik) was een late variant (rond 5200 tot 4700 v.Chr.) van de bandkeramische cultuur, voornamelijk verspreid in Oost-Oostenrijk, Tsjechië, Slowakije en Hongarije. Ook uit Duitsland, Frankrijk en Polen is vergelijkbaar materiaal bekend.
De naam is afgeleid van de karakteristieke decoratie van het aardewerk, dat meestal bom-, kom- of flesvormig is: gekerfde lijnen en notenkopachtige ronde putjes. De antropomorfe en zoömorfe figurines dragen ook vaak deze notenkoppatronen, soms in combinatie met de archaïsch ogende röntgenstijlelementen van de keramische fase vóór de notenkop. Speciale decoratieve kenmerken, zoals Šárka- en Zseliz-decoraties (notenkopderivaten van verschillende vormen), werden plaatselijk en in de tijd bepaald. 
Het notenkopkeramiek is gelijktijdig met de laatste fase van het steekbandkeramiek en werd uiteindelijk door deze of de Lengyelcultuur opgevolgd. 
Belangrijke grote nederzettingen met typische inventarissen bevonden zich in bijvoorbeeld Asparn an der Zaya, Breiteneich, Frauenhofen (gemeente St. Bernhard-Frauenhofen), Grafensulz en Pulkau.